# Ban Liang

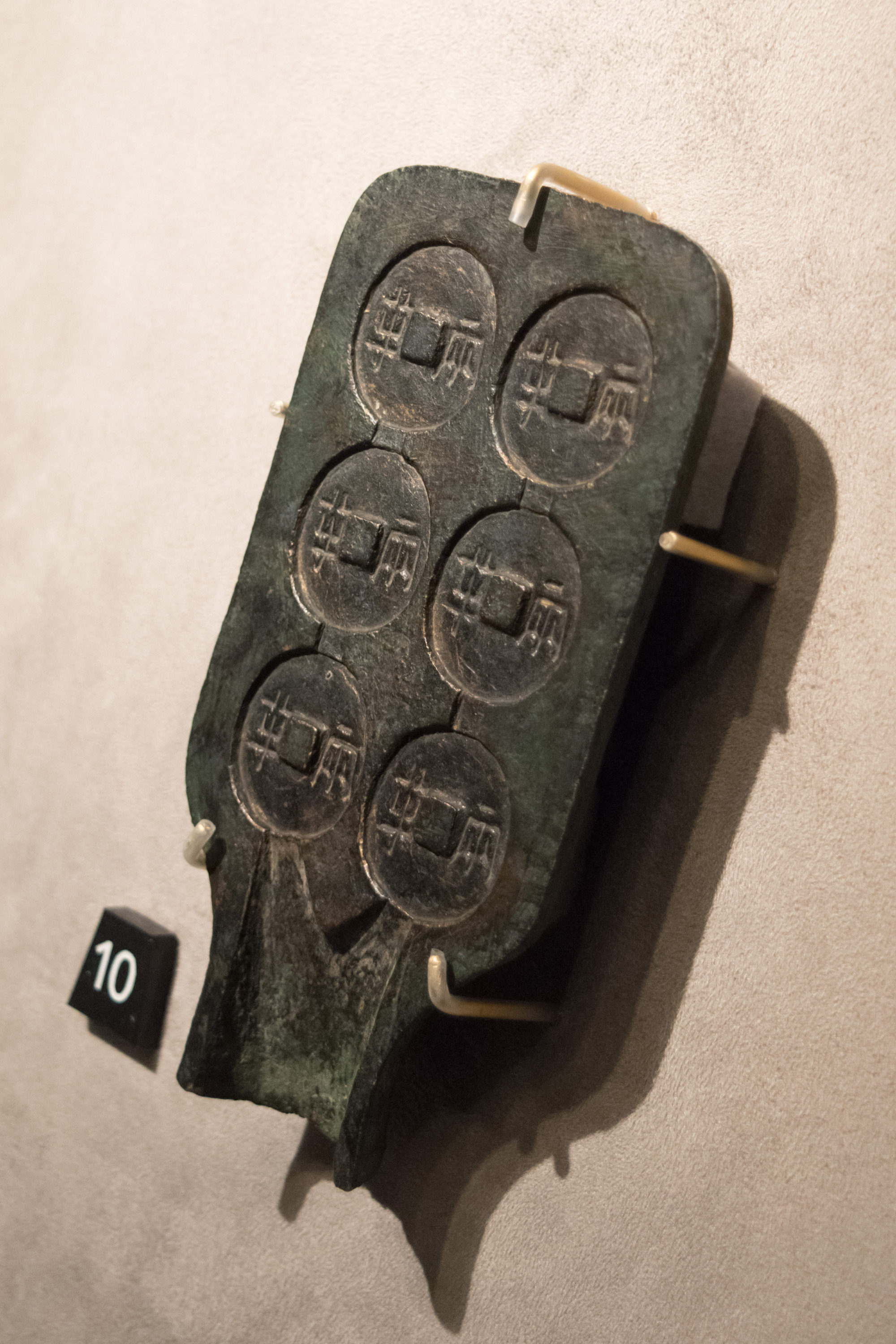
Een bronzen mal uit de Periode van de Strijdende Staten (van de vijfde tot de derde eeuw voor Christus) die gebruikt werd om Ban Liang-munten mee te gieten door het koninkrijk Qin. Deze mal werd in Baoji, Shaanxi opgegraven.

De Ban Liang (Traditioneel Chinees: 半兩 ; Pinyin: bàn liǎng) was de eerste standaard valuta van het Chinees Keizerrijk, geïntroduceerd door de eerste keizer, Qin Shi Huangdi rond 210 voor Christus. De eerste Ban Liang-munten kwamen uit het koninkrijk Qin tijdens de Periode van de Strijdende Staten voor de eenwording van China onder de voornoemde staat. Ban Liang-munten waren rond en hadden een vierkant gat in het midden, een kenmerk dat vele andere Chinese kèpèngs in de toekomst van deze munt zouden overnemen. Toen de Ban Liang werd geïntroduceerd, waren een groot aantal andere Chinese muntsoorten in omloop, zoals het bronzen mes- en spadegeld, wat gegoten werd uit modellen van messen en spades die voorzien waren van enkele karakters. Het eerste gebruik van rond geld in China begon in de Oostelijke Zhou-dynastie voordat deze door de Qin werd veroverd in 256 v.Chr.
De term Ban Liang betekent "halve Tael" (半兩) oftewel twaalf zhū (銖, rond de 0,68 gram). De munten wogen rond de zes à tien gram, wat ongeveer gelijk is aan een Griekse Stater.
De standaardisering van de valuta met deze ronde munt was onderdeel van een groter plan om alle gewichten en maten te verenigen tijdens de Qin-periode. Ban Liang-munten bleven geslagen worden door de Westelijke Han-dynastie, totdat zij eerst werden vervangen door de Sān Zhū (三銖) kèpèngs in 119 v.Chr. en uiteindelijk in 118 v.Chr. door de Wǔ Zhū (五銖).

## Geschiedenis

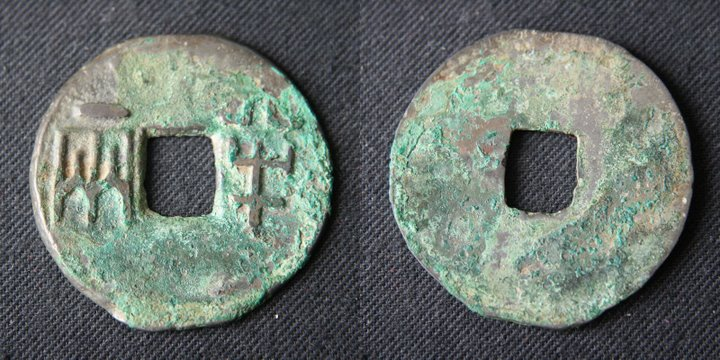
Een Ban Liang kèpèng gegoten onder keizerin Gao tijdens de Westelijke Han-dynastie.

De eerste Ban Liang kèpèngs zijn voor de oprichting van het Chinees Keizerrijk in de Periode van Strijdende Staten door het Koninkrijk Qin geproduceerd. Ze circuleerden naast textielgeld.
De Ban Liang-munten van de Qin-dynastie werden geïntroduceerd om alle vormen van oud-Chinees geld onder één standaard te brengen. De meeste Ban Liang-munten waren gemaakt van brons, maar zilveren varianten zijn ook gevonden. De Ban Liang introduceerde de traditie om munten in strengen te rijgen met een stuk touw voor gemak, dit kon omdat de munten rond met een vierkant gat waren, een ontwerp dat opvolgende Chinese dynastieën zouden blijven gebruiken tot de vroege dagen van de republiek China in de vroege twintigste eeuw.
Tijdens de Han-dynastie bleven Ban Liang-munten geslagen worden, maar werd de gouden munteenheid die onder de Qin-dynastie was gecreëerd en Taelen als standaard gebruikte vervangen door de "Jin" (斤). Een enkele gouden "Jin" munt was ongeveer 10.000 Ban Liang-munten waard. Omdat de gewonen bevolking het gebruik van de zware Ban Liang-munten als een hindernis zag, liet de regering van de Han-dynastie toe dat particulieren kleinere Ban Liang-munten maakten. Deze munten staan bekend als "Iepenzaad" (榆莢) Ban Liang kèpèngs. Het ontwerp van de Ban Liang-munten onder de Han-dynastie zou ook veranderen toen de Ban Liang-munten van de Han randen kregen terwijl de Qin-dynastie-varianten randloos waren.
Uiteindelijk leidden de kleinere munten tot een verstoring van de economie, waardoor de overheid weer grotere Ban Liang-munten moest gieten. De regering van de Han-dynastie bleef het gewicht van de Ban Liang aanpassen, waardoor uiteindelijk bijzonder lichte munten van 2,4 zhū tot 4 zhū werden uitgegeven. In 119 v.Chr., onder keizer Wu, werden de Ban Liang munten vervangen door de Sān Zhū (三銖) kèpèngs en uiteindelijk werden deze munten vervangen door de Wǔ Zhū (五銖) in 118 v.Chr.

## Varianten
Tijdens de periode dat de Ban Liang geproduceerd werd, zijn een groot aantal varianten van de munt gemaakt, die veel in gewicht en grootte van elkaar verschilden. Sommige hadden extra gaten, andere waren geschreven in verschillende lettertypen zoals de Han-dynastie Ban Liang van keizerin Lü, die geschreven was in gewoon schrift. Er bestaat een zeldzame Ban Ling gemaakt van zilver uit de Qin-dynastie en een variant gemaakt van lood uit de Han-dynastie. Een variant waar de inscriptie was omgedraaid als “Liang Ban” (兩半) werd ook gemaakt.
Tijdens de Periode van Strijdende Staten waren de Ban Liang-munten van het Koninkrijk Qin ongeveer 8 gram zwaar en waren tussen de 32 en 34 millimeter in diameter, terwijl de Bian Liang-munten van de Qin-dynastie allemaal ongeveer 6 gram waren en 31,7 millimeter in diameter waren. Over het algemeen waren de Ban Liang-munten van de Han-dynastie kleiner dan die van de Qin-dynastie, dit omdat de regering van de Han-dynastie vaak de gewichtseenheden van China aanpaste; om die reden bestaan er een groot aantal varianten van de Ban Liang uit de Han-dynastie.
Varianten van de Ban Liang-munten geproduceerd onder de Westelijke Han-dynastie zijn:
| Type                            | Gewicht (in grammen) | Diameter (in millimeters) | Metaal | keizer(in)  |
| ------------------------------- | -------------------- | ------------------------- | ------ | ----------- |
| 8 Zhu Ban Liang (八銖半兩)      | 4,8-5,3              | 26-30                     | Brons  | Keizerin Lü |
| 5 deel Ban Liang (五分半兩)     | 1,5                  | 20                        | Brons  | Keizerin Lü |
| Slangenoog Ban Liang (蛇目半兩) | 2,7                  | 23,4                      | Brons  | Keizerin Lü |
| 4 Zhu Ban Liang (四銖半兩)      | ≤3                   | 23-25                     | Brons  | Han Wendi   |
| 4 Zhu Ban Liang (四銖半兩)      | 3,5                  | 23,5                      | Lood   | Han Wendi   |

## Trivia
Historisch gezien waren Ban Liang kèpèngs zeer zeldzaam in de numismatische gemeenschap en was de munt veel geld waard, maar toen een groot aantal Ban Liang kèpèngs in de jaren 90 van de twintigste eeuw werd opgegraven en geëxporteerd uit China werd de munt veelvuldig voorkomend en is als gevolg daarvan de marktwaarde van de munt voor verzamelaars veel lager geworden.